# Stoke Golding
Stoke Golding är en ort och civil parish i Storbritannien.   Den ligger i grevskapet Leicestershire och riksdelen England, i den södra delen av landet, 150 km nordväst om huvudstaden London. Stoke Golding ligger 113 meter över havet och antalet invånare är 1 742.
Terrängen runt Stoke Golding är platt. Runt Stoke Golding är det tätbefolkat, med 356 invånare per kvadratkilometer. Närmaste större samhälle är Coventry, 19,4 km söder om Stoke Golding. Trakten runt Stoke Golding består till största delen av jordbruksmark.